# Де Товар, Хуан Фернандес
Хуан Фернандес де Товар, сеньор Берланга-де-Дуэро (англ. Juan Fernández de Tovar; 1340 — 14 августа 1385) — средневековый кастильский флотоводец, адмирал Кастилии с 1384 по 1385 год..

## Биография
В 1384 году унаследовал титул адмирала Кастилии от своего отца Фернандо Санчеса де Товара, умершего от чумы при осаде Лиссабона в ходе португальского междуцарствия.
Погиб в сражение при Алжубарроте 14 августа 1385 году, получив несколько ранений от стрел.

## Семья
Женился на дочери кастильского дворянина Тельо Альфонсо и племяннице короля Энрике II Леоноре Тельэс, благодаря чему получил сеньорию Берланга-де-Дуэро. В браке родился сын.